# Grand China Air
Grand China Air (кит. 大新华航空) — китайская авиакомпания со штаб-квартирой в Пекине (КНР), работающая в сфере региональных пассажирских перевозок.
Портом приписки перевозчика является международный аэропорт Хайкоу Мэйлань.

## История
Grand China Air была основана 29 ноября 2007 года по инициативе конгломерата HNA Group и в целях создания структуры для управления приобретёнными авиакомпаниями Shanxi Airlines, Chang An Airlines и China Xinhua Airlines.
Несмотря на то, что штаб-квартира перевозчика находится в Пекине, сама компания зарегистрирована в Хайкоу (Хайнань).

## Собственники
Grand China Air является дочерним предприятием управляющей компании Grand China Airlines Holding Company (GCAHC), которой совместно владеют власти провинции Хайнань (48,6 %), Джордж Сорос (18,6 %) и конгломерат HNA Group (32,8 %).

## Маршрутная сеть
Grand China Air работает по регулярным маршрутам авиакомпании Hainan Airlines.

## Флот

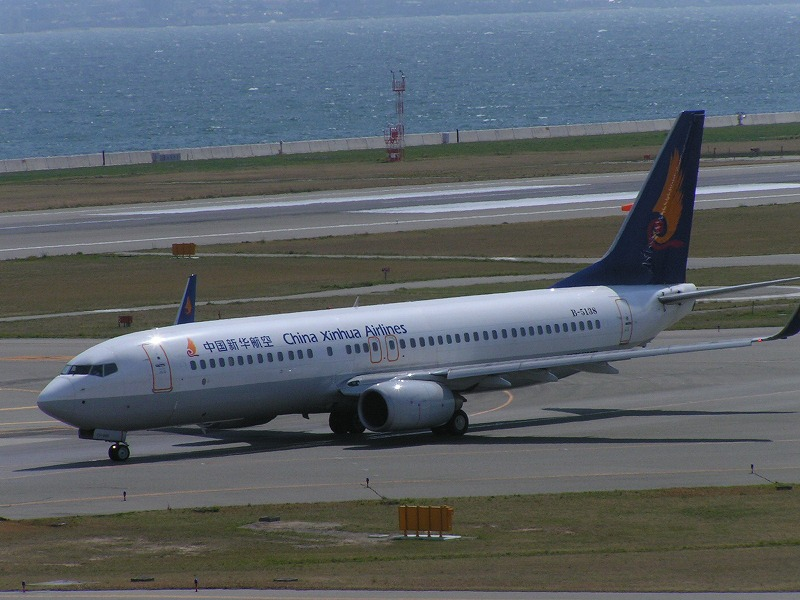
Boeing 737-800 авиакомпании China Xinhua Airlines на рулении в международном аэропорту Кансай (Осака), 2007 год

В феврале 2015 года воздушный флот авиакомпании Grand China Air составляли следующие самолёты: